# Красноармейская улица (Ижевск)
Красноарме́йская у́лица — одна из центральных улиц Ижевска, расположена в Октябрьском и Первомайском районах города. Проходит с юга на север от Железнодорожного переулка до Красногеройской улицы и от улицы Кирова до Северного переулка. Нумерация домов ведётся от Железнодорожного переулка.

## История
В начале XIX века 6-я по счёту улица Нагорной части Ижевска была окраиной рабочего посёлка. Здесь, на 6-й улице в 1808 году был основан заводской госпиталь, состоявший из трёх деревянных корпусов. По этому медицинскому учреждению улица была названа Госпитальной. Такое же имя получила и соседняя площадь.
Со временем госпиталь обветшал, а два из трёх его корпусов сгорели во время пожара. Поэтому в 1885—1886 гг. были выстроены деревянные бараки нового госпиталя, который получил имя Ижевского лазарета. Построены новые корпуса были в северной части Госпитальной улицы, там, где она выходила на обширную Михайловскую площадь. Старое же здание госпиталя просуществовало до 1962 года и использовалось как склад.
13 декабря 1918 года улица получила современное название — Красноармейская. При этом часть улицы, располагавшаяся южнее Советской улицы до 1937 года носила имя — Ижевская улица.
В 1926 году на улице открылся первый стационарный Ижевский цирк. Здание было деревянным и его разобрали перед Великой Отечественной войной. Но уже к ноябрю 1943 года было построено новое каменное здание цирка, просуществовавшее до 1999 года, когда оно было взорвано. В 2003 году на его месте было открыто новое здание цирка. Таким образом, современный ижевский цирк является уже 4-м по счёту и 3-м — разместившимся на улице Красноармейской.
В 1964 году на улице открылся Центральный автовокзал. В эти же годы происходит активная застройка центра Ижевска многоэтажными жилыми домами, вследствие чего улица была частично снесена на участке от Красногеройской улицы до улицы Кирова и разделилась, таким образом, на два неравных отрезка.

## Описание
Красноармейская улица начинается в Первомайском районе города от железнодорожного переезда через Воткинскую линию. Улица фактически является продолжением Партизанской улицы и следует от неё на север, проходя по частному сектору Южного жилого района. После пересечения улицы Чугуевского проходит через микрорайон Ю-1, а после улицы Карла Либкнехта входит в Центральный район Ижевска. После пересечения Советской улицы проходит по территории Октябрьского административного района и прерывается на Красногеройской улице.
Северный участок Красноармейской проходит от улицы Кирова до Северного переулка через 12-й микрорайон жилого района Север.
Пересечения: Ястребовский переулок, Ботенёвский переулок, улица Василия Чугуевского, улица Карла Либкнехта, улица Пастухова, улица Ленина, Советская улица, улица Шумайлова, Раздельный переулок.
Слева примыкают Октябрьский и Интернациональный переулки.
Справа примыкает Сенная площадь.

## Примечательные здания и сооружения
По нечётной стороне:
- № 1б — торговая компания Айк-Мото
- № 65 — детский сад № 131
- № 71 — супермаркет «Ижтрейдинг»
- № 103а — ветеринарная лечебница Первомайского района
- № 127 — Деловой центр «Ижевский» (Центральный дом быта)
- № 129 — Дом купца Оглоблина (1912)
- № 135а — гостиница МВД УР
- № 159 — Национальный банк Удмуртской Республики (1998, арх. В. Л. Шевкунов)
- № 169 — Удмуртстат (служба государственной статистики УР)

По чётной стороне:
- № 78 — школа № 91
- № 126 — Центральный рынок
- № 130 — Удмуртское отделение ДОСААФ
- № 134 — Центральный автовокзал Ижевска
- № 136 — Государственный цирк Удмуртии
- № 164 — жилой дом (построен в 1936 году)
- № 182 — штаб-квартира компании «Удмуртнефть»

## Транспорт
Красноармейская улица имеет ширину 2 полосы от Красногеройской улицы до Железнодорожного переулка. В связи с большой транспортной загруженностью, вызванной прохождением улицы через центр города и размещением на ней автовокзала, в 2011 году было принято решение сделать улицу в центре Ижевска полностью односторонней. Таким образом, на участке от Красногеройской улицы до улицы Карла Либкнехта по улице возможно лишь одностороннее движение по направлению с севера на юг.
Важным объектом транспортной инфраструктуры является Центральный автовокзал. Автовокзал обслуживает пригородные и междугородние автобусы, отправляющиеся из столицы Удмуртии в северном, западном и восточном направлениях.

### Городской общественный транспорт
В Южном жилом районе по Красноармейской улице проходят маршруты городского общественного транспорта Ижевска:
- Автобус № 15, 15К: от улицы Карла Либкнехта до Железнодорожного переулка и от Железнодорожного переулка до улицы Василия Чугуевского;
- Автобус № 25: от улицы Карла Либкнехта до улицы Василия Чугуевского.